# Roberto Dotti
Roberto Dotti (Como, 25 de juliol de 1961) va ser un ciclista italià amateur, especialitzat en el mig fons. Va guanyar dues medalles, una d'elles d'or, als Campionats del món d'aquesta modalitat.

## Palmarès
- 1983
  - Vencedor d'una etapa a la Fletxa del Sud
- 1985
  -  Campió del món de mig fons amateur